# Cnidoscolus liebmannii
Cnidoscolus liebmannii là một loài thực vật có hoa trong họ Đại kích. Loài này được (Müll.Arg.) Lundell mô tả khoa học đầu tiên năm 1945.